# Choque inelástico

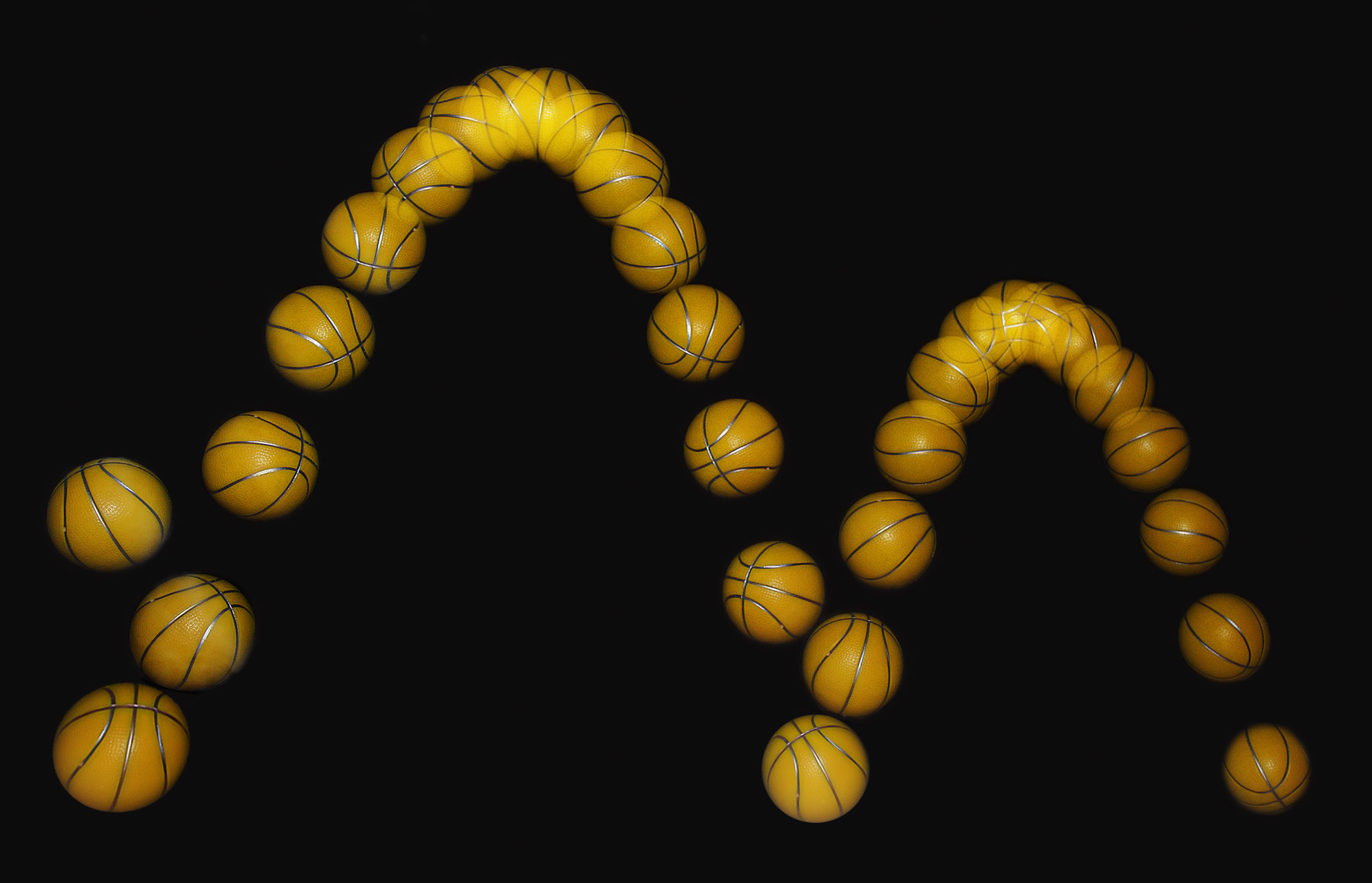
Fotografía de alta exposición de una pelota que rebota tomada con una luz estroboscópica a 25 imágenes por segundo. El hecho de que la altura alcanzada en los rebotes sea cada vez menor se debe principalmente a que el choque entre la pelota y el suelo es inelástico.

Un choque inelástico (también, colisión inelástica) es un tipo de choque en el que la energía cinética no se conserva. Como consecuencia, los cuerpos que colisionan pueden sufrir deformaciones y un aumento de su temperatura. En el caso ideal de un choque perfectamente inelástico entre objetos macroscópicos, estos permanecen unidos entre sí tras la colisión. El marco de referencia del centro de masas permite presentar una definición más precisa.
En un choque inelástico las fuerzas internas hacen trabajo, por lo que la energía cinética del sistema ya no permanece constante, aunque el momento lineal sigue conservándose. Si el trabajo de las fuerzas internas es negativo, la energía cinética del sistema disminuirá durante la colisión.
La principal característica de este tipo de choque es que existe una disipación de energía, ya que tanto el trabajo realizado durante la deformación de los cuerpos como el aumento de su energía interna se obtiene a costa de la energía cinética de los mismos antes del choque. En cualquier caso, aunque no se conserve la energía cinética, sí se conserva el momento lineal total del sistema.
En esta página, se describen los choques frontales de dos partículas en el Sistema de Referencia del Laboratorio (Sistema -L) y en el Sistema de Referencia del Centro de Masa (Sistema–C).
Como caso particular, se comprueba la conservación del momento lineal en la explosión de un cuerpo, que da lugar a dos fragmentos que se mueven en la misma dirección pero en sentido contrario.

## Choques frontales inelásticos en una dimensión
Esta sección analiza el caso de dos partículas que colisionan y después se separan siguiendo la misma dirección pero con sentidos opuestos. Para este sistema se puede hacer una descripción sencilla si se usa como sistema de referencia el sistema de referencia "laboratorio", que se considera un sistema inercial. en este sistema la conservación del momento lineal lleva a:

{\displaystyle m_{1}u_{1}+m_{2}u_{2}=m_{1}v_{1}+m_{2}v_{2}}

donde:
{\displaystyle u_{i}}, velocidades iniciales (antes del choque)
{\displaystyle v_{i}}, velocidad después del choque.
A continuación se introduce el coeficiente de restitución definido por:

{\displaystyle e=-{\frac {v_{1}-v_{2}}{u_{1}-u_{2}}}}

Despejando las velocidades después del choque  v1 y v2 se tiene:

{\displaystyle v_{1}={\frac {(m_{1}-m_{2}e)u_{1}+m_{2}(1+e)u_{2}}{m_{1}+m_{2}}}}
{\displaystyle v_{2}={\frac {(m_{2}-m_{1}e)u_{2}+m_{1}(1+e)u_{1}}{m_{1}+m_{2}}}}

Si el choque es perfectamente inelástico (después del choque los cuerpos quedan completamente pegados; o sea, forman un solo bloque), el coeficiente e = 0, entonces:
{\displaystyle v_{1}={\frac {m_{1}u_{1}+m_{2}u_{2}}{m_{1}+m_{2}}}}
{\displaystyle v_{2}={\frac {m_{2}u_{2}+m_{1}u_{1}}{m_{1}+m_{2}}}}
De donde se observa que las dos velocidades se convierten en una sola, como era de esperar, pues la velocidad final después del choque es la velocidad del conjunto de los dos cuerpos que quedan unidos.
Teniendo en cuenta que la velocidad del centro de masas es
{\displaystyle V_{(cm)}={\frac {m_{1}u_{1}+m_{2}u_{2}}{m_{1}+m_{2}}}}
Se puede escribir las expresiones de la velocidad de las partículas después del choque v1 y v2 de forma más simplificada y fácil de recordar.
{\displaystyle v_{1}=(1+e)V_{(cm)}-e.u_{1}}
{\displaystyle v_{2}=(1+e)V_{(cm)}-e.u_{2}}
Si la segunda partícula está en reposo antes del choque, u2=0, las velocidades después del choque v1 y v2 serán:
{\displaystyle v_{1}={\frac {(m_{1}-m_{2}e)u_{1}}{m_{1}+m_{2}}}}
{\displaystyle v_{2}={\frac {m_{1}(1+e)u_{1}}{m_{1}+m_{2}}}}
Descripción desde un Sistema de Referencia fijo al Centro de Masa
Velocidad de las partículas respecto del Sistema-C antes del choque
{\displaystyle u_{1(cm)}=u_{1}-V_{(cm)}={\frac {(u_{1}-u_{2})m_{2}}{m_{1}+m_{2}}}}
{\displaystyle u_{2(cm)}=u_{2}-V_{(cm)}={\frac {-(u_{1}-u_{2})m_{1}}{m_{1}+m_{2}}}}
Velocidad de las partículas respecto del Sistema-C después del choque
{\displaystyle v_{1(cm)}=v_{1}-V_{(cm)}={\frac {-(u_{1}-u_{2})m_{2}e}{m_{1}+m_{2}}}}
{\displaystyle v_{2(cm)}=v_{2}-V_{(cm)}={\frac {(u_{1}-u_{2})m_{1}e}{m_{1}+m_{2}}}}
{\displaystyle v_{1(cm)}=-e.u_{1(cm)}}
{\displaystyle v_{2(cm)}=-e.u_{2(cm)}}
La velocidad de ambos objetos después del choque en el Sistema-C se reducen en un factor e.
Comprobamos también que se cumple el principio de conservación del momento lineal en el Sistema-C
{\displaystyle m_{1}.u_{1(cm)}+m_{2}.u_{2(cm)}=0}
{\displaystyle m_{1}.v_{1(cm)}+m_{2}.v_{2(cm)}=0}

## Choque perfectamente inelástico
De un choque se dice que es "perfectamente inelástico" (o "totalmente inelástico") cuando disipa toda la energía cinética disponible, es decir, cuando el coeficiente de restitución {\displaystyle \epsilon } vale cero. En tal caso, los cuerpos permanecen unidos tras el choque, moviéndose solidariamente (con la misma velocidad).
La energía cinética disponible corresponde a la que poseen los cuerpos respecto al sistema de referencia de su centro de masas. Antes de la colisión, la mayor parte de esta energía corresponde al objeto de menor masa. Tras la colisión, los objetos permanecen en reposo respecto al centro de masas del sistema de partículas. La disminución de energía se corresponde con un aumento en otra(s) forma(s) de energía, de tal forma que el primer principio de la termodinámica se cumple en todo caso.

### Caso unidimensional
En una dimensión, si llamamos {\displaystyle u_{1}} y {\displaystyle u_{2}} a las velocidades iniciales de las partículas de masas {\displaystyle m_{1}} y {\displaystyle m_{2}}, respectivamente, entonces por la  conservación del momento lineal tenemos:
{\displaystyle m_{1}u_{1}+m_{2}u_{2}=\left(m_{1}+m_{2}\right)v_{f}\,}
y por tanto la velocidad final {\displaystyle v_{f}} del conjunto es:
{\displaystyle v_{f}={\frac {m_{1}u_{1}+m_{2}u_{2}}{m_{1}+m_{2}}}}
Para el caso general de una colisión perfectamente inelástica en dos o tres dimensiones, la fórmula anterior sigue siendo válida para cada una de las componentes del vector velocidad.

### Choques frontales unidimensionales
La energía perdida en la colisión Q la podemos hallar como la diferencia de las energías cinéticas después del choque y antes del choque en el Sistema-L.

{\displaystyle Q={\begin{matrix}{\frac {1}{2}}\end{matrix}}(m_{1}v_{1}^{2}+m_{2}v_{2}^{2}-m_{1}u_{1}^{2}-m_{2}u_{2}^{2})}
Pero es mucho más fácil calcular esta diferencia en el Sistema-C.
{\displaystyle Q={\begin{matrix}{\frac {1}{2}}\end{matrix}}(-(1-e^{2})(u_{1}-u_{2})^{2}m_{1}m_{2}/(m_{1}+m_{2}))}

### Razón de energías cinéticas tras el choque
{\displaystyle Ekf/Eki={\begin{matrix}\end{matrix}}{\frac {(1/2)(m_{1}+m_{2})((m_{1}/(m_{1}+m_{2}))u_{1})^{2}}{(1/2)(m_{1})(u_{1}^{2})}}}

{\displaystyle Ekf/Eki={\begin{matrix}\end{matrix}}{\frac {m_{1}}{(m_{1}+m_{2})}}}

### Fracción de la energía cinética perdida
La razón entre la energía cinética perdida y la energía cinética inicial viene dada por:[cita requerida]

{\displaystyle {\frac {\Delta E_{k}}{E_{ki}}}={\frac {(E_{ki}-E_{kf})}{E_{ki}}}={\frac {m_{2}}{(m_{1}+m_{2})}}}

Ejemplo: Considérese el caso de dos partículas que chocan en línea recta y después se separan siguiendo la misma dirección pero con sentidos opuestos. La primera partícula con masa {\displaystyle m_{1}=1} y velocidad {\displaystyle u_{1}=2}, mientras que la segunda partícula tiene una masa mayor y está en reposo {\displaystyle m_{2}=2} y {\displaystyle u_{2}=0}. El coeficiente de restitución es {\displaystyle e=0,90} (choque no totalmente inelástico)
Principio de conservación del momento lineal
1·2+2·0=1·v1+2·v2
Definición de coeficiente de restitución
-0.9(2-0)=v1-v2
Resolviendo el sistema de dos ecuaciones con dos incógnitas obtenemos
v1=-0.53, v2=1.27 m/s
Energía perdida en la colisión (Sistema-L)
{\displaystyle Q={\begin{matrix}{\frac {1}{2}}\end{matrix}}(1(0,53)^{2}+2(1,27)^{2}-1.2^{2})} = -0,253 J

Calculada mediante la fórmula (Sistema-C)
{\displaystyle Q={\begin{matrix}{\frac {1}{2}}\end{matrix}}(-(1-0,9^{2})(2-0)^{2}(1).(2)/(1+2))} = -0,253 J

### Deducciones para choques frontales elásticos unidimensionales
Podemos obtener de forma alternativa, las velocidades v1 y v2 después del choque para un choque elástico empleando la conservación del momento lineal  y de la energía cinética.
Principio de conservación del momento lineal
{\displaystyle m_{1}u_{1}+m_{2}u_{2}=m_{1}v_{1}+m_{2}v_{2}}
En un choque elástico, la energía cinética inicial es igual a la final, Q=0.
{\displaystyle {\frac {1}{2}}m_{1}u_{1}^{2}+{\frac {1}{2}}m_{2}u_{2}^{2}={\frac {1}{2}}m_{1}v_{1}^{2}+{\frac {1}{2}}m_{2}v_{2}^{2}}
Dados u1 y u2, las velocidades de las partículas m1 y m2 antes del choque, podemos calcular las velocidades de las partículas v1 y v2 después del choque resolviendo el sistema de dos ecuaciones con dos incógnitas.
Las velocidades de las partículas después del choque v1 y v2 serán:
{\displaystyle v_{1}={\frac {(m_{1}-m_{2})u_{1}+2m_{2}.u_{2}}{m_{1}+m_{2}}}}
{\displaystyle v_{2}={\frac {(m_{2}-m_{1})u_{2}+2m_{1}.u_{1}}{m_{1}+m_{2}}}}
Son las mismas ecuaciones que hemos obtenido previamente con el coeficiente de restitución e=1.
Tomando en cuenta  la fórmula que da la velocidad del centro de masas podemos escribir las expresiones de las velocidades de las partículas después del choque, v1 y v2, de forma más simplificada y fáciles de recordar.
v1=2V(cm)-u1
v2=2V(cm)-u2